# Ceres FC (Rio de Janeiro)
Ceres Futebol Clube – brazylijski klub piłkarski z siedzibą w mieście Rio de Janeiro leżącym w stanie Rio de Janeiro.

## Osiągnięcia
- Mistrz III ligi stanu Rio de Janeiro: 1990
- Mistrz IV Ligi stanu Rio de Janeiro: 2019